# Okupace Porýní
Okupace Porýní dohodovými vojsky Francie, Belgie, Velké Británie a Spojených států byla přímým následkem porážky Německého císařství v první světové válce. Původně patnáctiletá okupace byla uvalena na území mezi řekou Rýn a německo-francouzskými hranicemi a byla zakotvena ve Versailleské mírové smlouvě mezi Německem a dohodovými státy. Porýní bylo demilitarizováno a dáno pod správu civilní Mezispojenecké porýnské vysoké komisi. Hlavním jejím účelem byla jednak ochrana francouzské a belgické východní hranice proti případnému německému útoku a taktéž záruka, že Německo bude řádně platit válečné reparace. Po podpisu tzv. Locarnských dohod v říjnu 1925, které zaručovaly německou západní hranici, začalo docházet k postupnému předávání okupovaného území zpátky pod německou správu. Stahování jednotek bylo ukončeno v červnu 1930.

## Předchozí události
Dne 11. listopad 1918 vstoupilo v platnost příměří z Compiègne uzavřené mezi Německem a dohodovými státy. Jedním z jeho bodů bylo i stažení německé armády z celého území západně od řeky Rýn a následně i z východního břehu z okolí měst Mohuč, Koblenec a Kolín nad Rýnem do vzdálenosti 30 kilometrů od těchto měst. Po odchodu německých vojáků následovala okupace území vojsky Dohody. Při mírových jednáních ve Versailles přišel francouzský premiér Clemenceau s návrhem posunout hranici Německa na řeku Rýn a na území mezi Francií a Rýnem vytvořit jeden nebo více nezávislých států pod patronací Společnosti národů nebo přímo Francie. Clemenceaův návrh se ale nesetkal s pochopením u Američanů ani Britů, kteří se obávali francouzské hegemonie v kontinentální Evropě, a tak se Francouzi museli spokojit s patnáctiletou vojenskou okupací Porýní. Jako podmínky stažení dohodových vojsk bylo stanoveno plnění mírové smlouvy a placení reparací. Z okupace Porýní se tak místo cíleného oslabení Německa stala páka na německou vládu, aby plnila své reparační povinnosti.

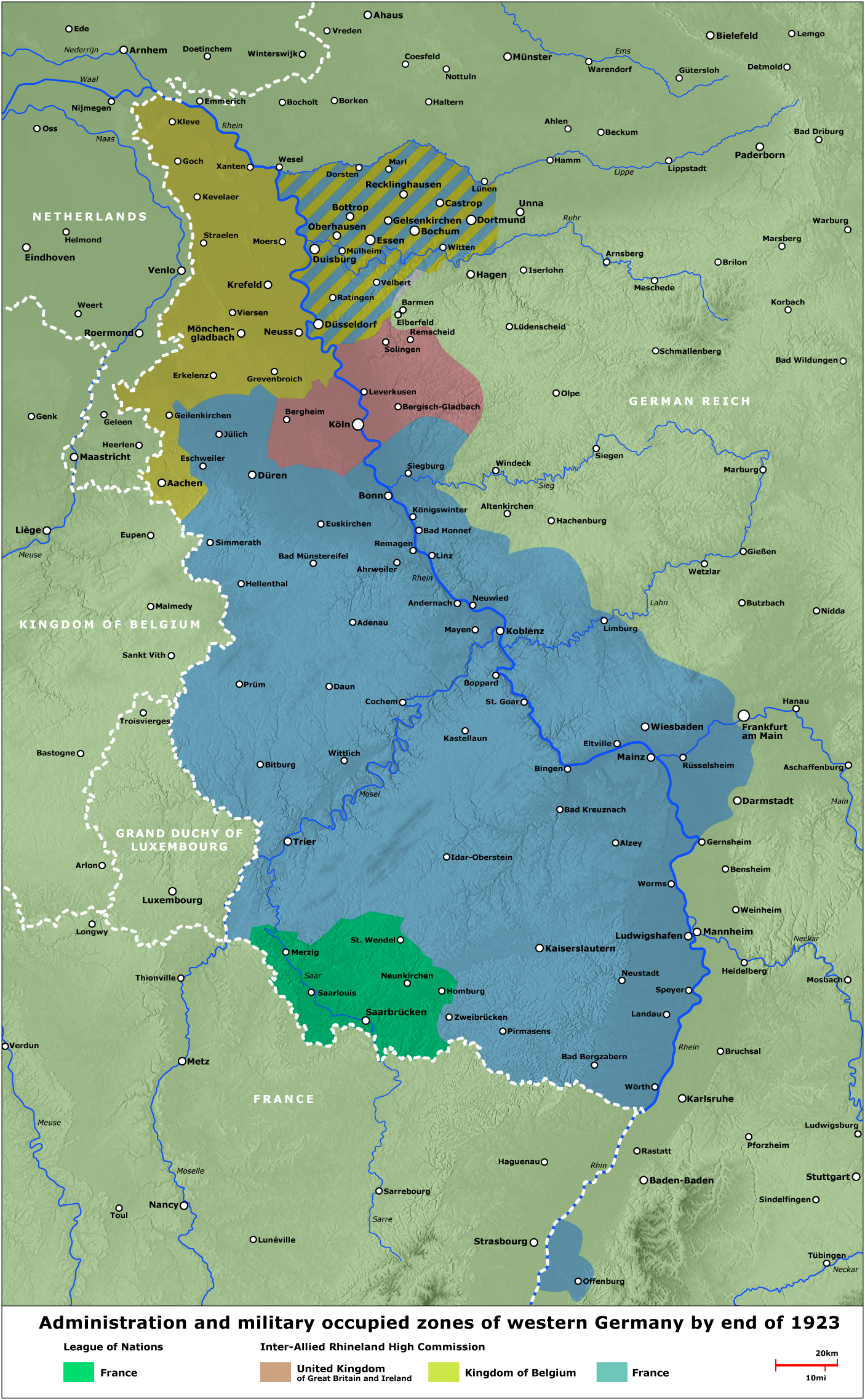
Okupované území Porýní v roce 1923 s vyznačenými jednotlivými oblastmi (modře francouzská zóna, červeně britská, žlutě belgická)

## Okupace

### Podmínky okupace
Článek 42 Versailleské smlouvy stanovil jako okupovanou oblast celý západní břeh Rýna a čtyři předmostí na východním břehu řeky plus jako demilitarizovanou oblast definoval padesátikilometrový pás na východ od řeky. Pod okupační správu se dostalo celkem 6,5 % německého území a okolo sedmi milionů obyvatel. Článek 429 definoval přesně délku okupace při řádném plnění podmínek, a to oblast Kolína pod britskou správou měla být navrácena po pěti letech, oblast Koblence pod americkou správou po deseti letech a zbytek území pod správou Francouzů a Belgičanů po patnácti letech. Dne 28 června 1919, kdy byla podepsána Versailleská smlouva, byla podepsána i Dohoda o Porýní, která stanovovala následují:
- zákaz vstupu německých vojenských jednotek na okupované území
- vznik Mezispojenecké porýnské vysoké komise (zkráceně Vysoká komise), která reprezentovala dohodové státy na okupovaném území. Každý dohodový stát měl v komisi jednoho člena (tj. Francie, Velká Británie, Belgie a Spojené státy).
- Německu byla ponechána civilní a trestní jurisdikce
- civilní správa byla ponechána německým orgánům, pokud Vysoká komise neurčila pro potřeby okupace jinak
- Německo mělo nést náklady spojené s okupací
- dohodová vojska byla ubytována v německých kasárnách
- Vysoká komise mohla vyhlásit stav obležení, pokud to bylo nutné k zavedení pořádku

### Mezispojenecká porýnská vysoká komise
Vysoká komise měla sídlo v Koblenci a vedl jí vrchní komisař Francouz Paul Tirard. Komise byla koncipována jako civilní a nezávislá na vládách, které ji jen podporovaly. V lednu 1920 odmítl americký Kongres ratifikovat Versailleskou mírovou smlouvu a odsoudil amerického komisaře generála Allena do pozice neoficiálního pozorovatele bez hlasovacího práva. V komisi následně měli navrch Francouzi a Belgičané, kteří na rozdíl od Britů a Američanů zastávali mnohem tvrdší postoje. Americkou okupační zónu kolem Koblence následně převzala v lednu 1923 francouzská armáda.
Na žádost Pruska, kterému v rámci Německa většina území náležela, vznikl Úřad říšského komisaře pro okupovaná území, který ve Vysoké komisi hájil německé zájmy. Prvním pruským státním komisařem byl Karl von Starck. Na německé vládní úrovni bylo v březnu 1921 v rámci ministerstva vnitra vyčleněno zvláštní oddělení, které se zabývalo problematikou okupovaných území. V srpnu 1923 dokonce vzniklo speciální říšské ministerstvo pro okupovaná území. Jeho hlavní pracovní náplní bylo chránění německých zájmů při jednáních s okupačními mocnostmi, včetně Vysoké komise, a zastupování zájmů okupovaných území v německých vládách.

### Okupace Porúří

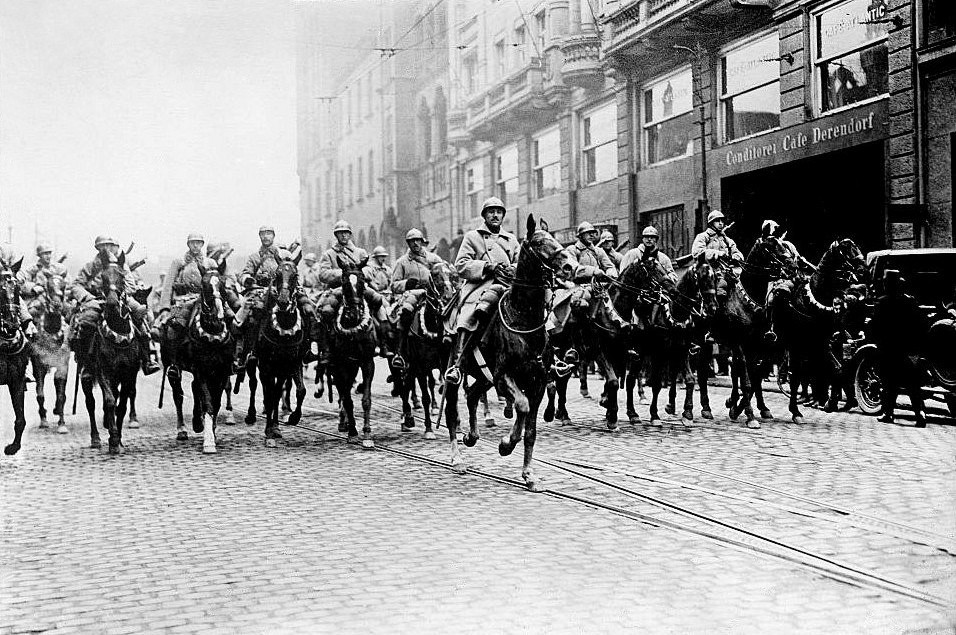
Okupace Porúří – francouzští vojáci vstupují do Essenu (1923)

Na přelomu let 1922—23 začala německá strana zaostávat ve slíbených platbách reparací, což velice znepokojilo především Francouze, kteří obvinili německou vládu ze záměrného zdržování. Když po několika upozornění nedošlo ke zlepšení, zasedla Vysoká komise, kde v prosinci 1922 Francouzi s Belgičany přehlasovali Brity. Komise rozhodla vynutit si dodržování platebního harmonogramu silou a dne 11. ledna 1923 napochodovala francouzsko-belgická armáda do průmyslového Porúří. Místní úřady byly dány pod francouzskou kontrolu a Mezispojenecká kontrolní mise pro továrny a doly převzala správu nad ocelárnami a doly. Němci odpověděli pasivním odporem a občanskou neposlušností. Prakticky se zastavily všechny továrny a skončila i těžba. Německá vláda, která musela platit kompenzace zastaveným firmám a dávky nezaměstnaným, začala velkém tisknout peníze, a tím rozpoutala hyperinflaci. Placení reparací se zcela zastavilo a francouzská ekonomika díky pasivnímu odporu dostala tvrdou ránu, to vše ale za cenu zdevastování německého hospodářství. Zástupci Dohody nakonec souhlasili s restrukturalizací reparačních plateb. Vznikl tzv. Dawesův plán, který snížil německé platby a stanovil odchod okupačních sil z Porúří. V říjnu 1923 došlo k odvolání pasivního odporu a průmysl se opět rozeběhl, v srpnu 1924 Němci schválili v říšském sněmu Dawesův plán a okupační vojska se stáhla v srpnu 1925 zpět do Porýní. Během okupace Porúří zemřelo při nepokojích na 130 civilistů.

### Separatismus

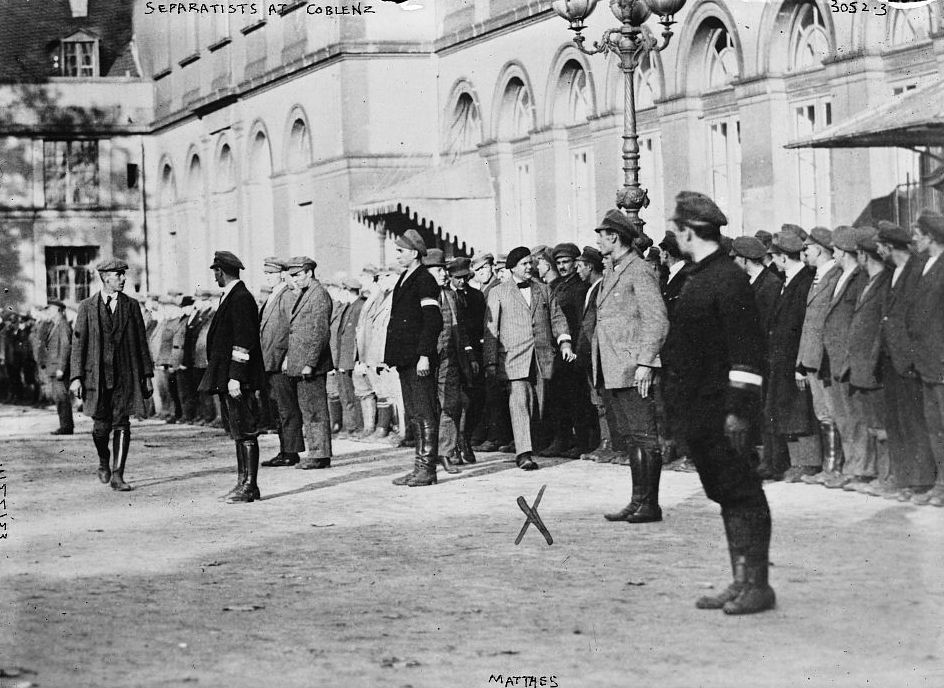
Separatisté v Koblenci, křížkem je označen místní vůdce separatistů Matthes

Separatistické tendence byly v Porýní rozdmýchávány především francouzskou okupační správou. Vrchní komisař Tirard z počátku podporoval vytvoření nezávislého Rýnského státu a francouzské i belgické úřady s ním buď zcela souhlasily nebo aspoň požadovaly odtržení katolického Porýní od převážně protestantského Pruska. Naopak Američané a Britové se stavěli proti. K prvnímu pokusu o vyhlášení tzv. Rýnské republiky došlo již v červnu 1919 ve Wiesbadenu právníkem Dortenem. Puč ale rychle skončil fiaskem, jelikož místní obyvatelé ani úřady se k separatistům nepřidali a francouzská armáda se rozhodla do dění nezasahovat. Dorten se ale nevzdal a v říjnu 1923, kdy Německo drtila hyperinflace, se pokusil využít nespokojenosti obyčejných Němců a vyhlásit nezávislý stát ještě jednou, tentokrát v Cáchách. Pokus ale ztroskotal opět kvůli nízké podpoře mezi místním obyvatelstvem. Nejtragičtější událostí během separatistických šarvátek se stala tzv. Düsseldorfská krvavá neděle. Dne 30. září 1923 se konal přes centrum Düsseldorfu průvod separatistů s účastí dvou tisíc lidí. Došlo k potyčkám s místní policií, které vyvrcholily střelbou. Francouzská armáda přispěchala separatistům na pomoc a výsledkem bylo 10 mrtvých a na 150 zraněných. Jako výsledek poslal francouzský vojenský soud několik německých policistů do vězení. Separatistické tendence se uklidnily až po přijetí Dawesova plánu v roce 1924. Po odchodu okupační vojsk v roce 1930 čekala na separatisty krvavá odplata a mnoho z nich raději volilo emigraci. Další vlna represí přišla po nástupu nacistů k moci po roce 1933, kdy byli bývalí separatisté pod dohledem gestapa a někteří skončili v koncentračních táborech.

### Propaganda a Černá potupa

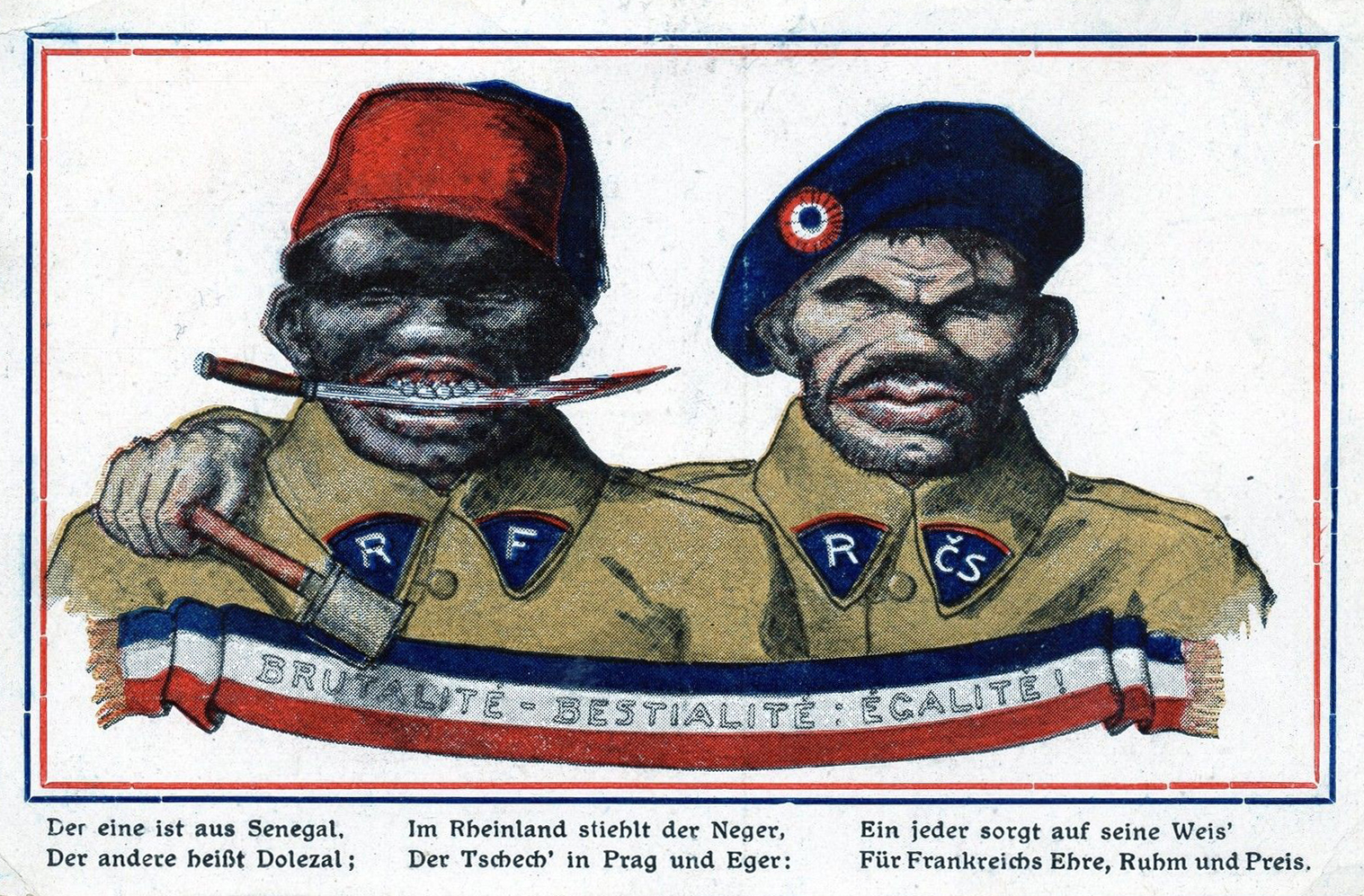
Německý rasistický plakát s nápisem (1923): Brutalita – bestialita: rovnost; Jeden je z Senegalu/druhý se jmenuje Doležal/černoch krade v Porýní/Čech v Praze a Chebu/každý z nich se stará o svou cestu/pro čest, slávu a chválu Francie

Ani jedna ze stran nezaostávala v používání propagandy. Frankofilní tendence mezi místními Němci nikdy nebyly dostatečně silné, takže se rozhodla francouzská okupační správa vedená Tirardem rozjet frankofilní kampaň. Tirard se pokusil přesvědčit obyčejné Němce, že spojením Porýní s Francií může být pro obě strany velice výhodné. Tiskové agentury, které vznikly v Koblenci a v Mohuči, vydávaly dvojjazyčné noviny, po celém území byly nabízeny kurzy francouzštiny, konaly se různé kulturní akce. Francouzská propaganda se ale nesetkala s úspěchem jak u místních Němců, tak ani s pochopením v samotné Francii.
Německá propaganda byla z počátku velmi špatně organizovaná, což se ale změnilo se vznikem ministerstva pro okupovaná území v srpnu 1923. Hlavním nástrojem protifrancouzské propagandy se stala organizace Rheinische Volkspflege (volně přeloženo jako Rýnská lidová péče), která fungovala jako zastřešující spolek a zdroj financí pro všechny protiokupační aktivity. Cílem organizace byl odchod okupačních vojsk, kterého ale nemělo být dosaženo pomocí násilí, ale změnou celosvětového mínění. Vycházelo mnoho publikací s nevybíravým jazykem, které zobrazovaly hladovějící německé děti či belgické a francouzské vojáky jako zloděje a vrahy. Vrcholem německé propagandy byla kampaň Černá potupa.

#### Černá potupa
Černá potupa (německy: Schwarze Schmach) byla rasistická kampaň mezi lety 1920—23 namířená proti koloniálním vojákům z Afriky, kteří tvořili část francouzské okupační armády. Jejich počet byl okolo 25 tisíc a pocházeli převážně ze afrických kolonií (Alžíru, Francouzské Západní Afriky a Madagaskaru). Kampaň měla podporu od všech politický stran kromě těch krajně levicových (tj. KPD, USDP) a vyvolala po celém Německu velké pobouření. Propaganda často používal grafická zpracování „afrických barbarů“ znásilňující německé ženy a dívky. Němci často argumentovali, že se jedná o metaforu německého poválečného „podřízení“ vítězným spojencům. Vrcholu dosáhla propaganda mezi roky 1920—21, kdy se ji ale dostalo výrazné negativní odezvy ze světa. Vláda v Berlíně následně omezila její podporu a zakázala ty nejrasističtější prvky. Úřady zaregistrovaly 385 dětí, které měly německou matku a černošského otce (celkový odhad je mezi 500—800 dětmi). Po odchodu okupačních vojsk nečekal děti šťastný osud. Byly často diskriminovány a nálepkováni jako bastardi z Porýní nebo černá ostuda. Po roce 1937 docházelo tajně k jejich plošné sterilizaci.

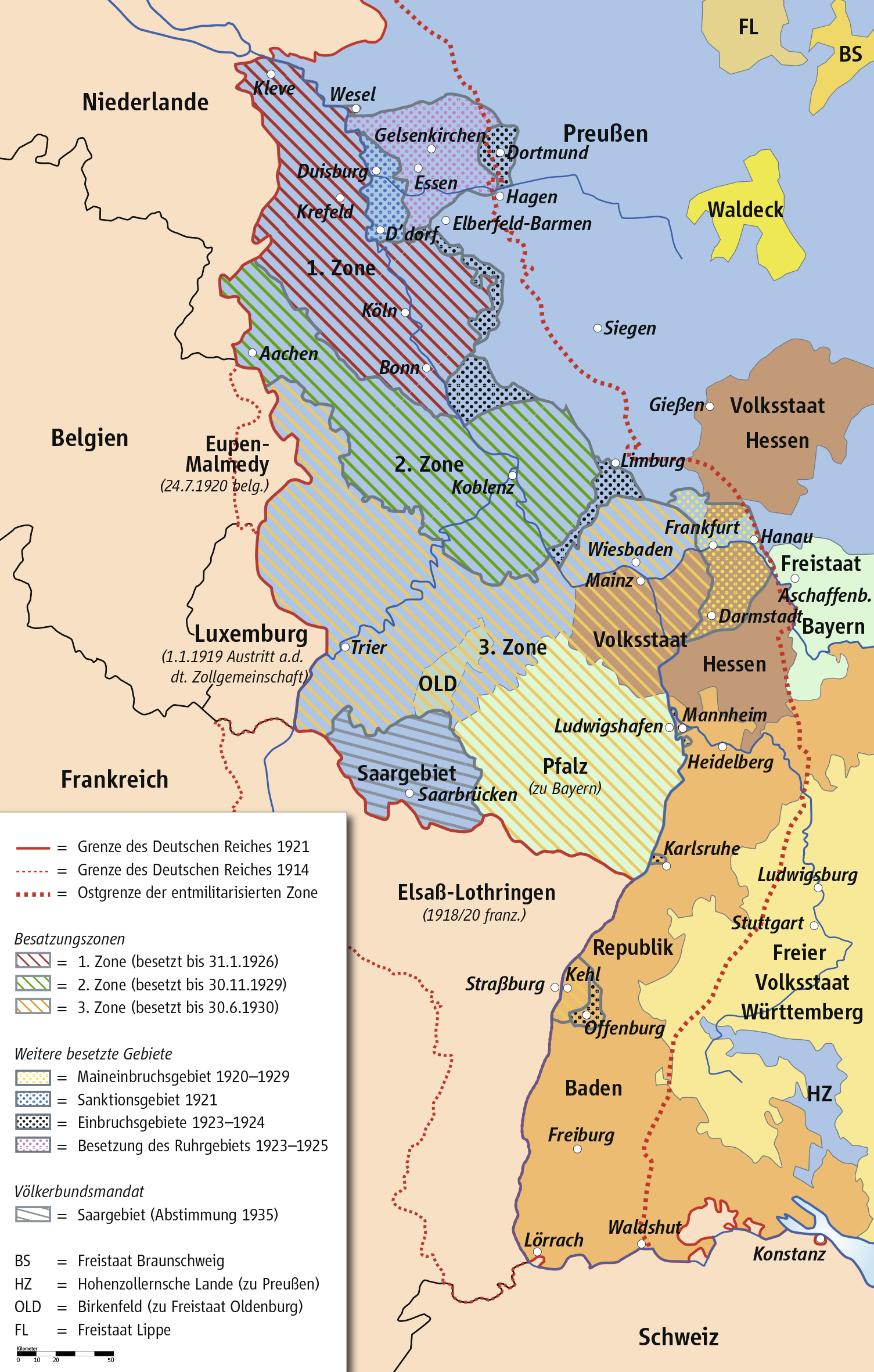
Postupné stahování okupačních vojsk z Porýní (německy)

## Postupný konec okupace
V lednu 1925 mělo dojít k odchodu britské okupační armády z první zóny (okolí Kolína), ale Francie se postavila proti kvůli údajnému německému nedodržování Versailleské smlouvy. Německý ministr zahraničí Stresemann přišel v únoru 1925 s ochotou zaručit neměnnost německé západní hranice. Jednalo se dosud o nejvýznamnější vstřícný krok od konce války. Všechny zainteresované strany se setkaly ve švýcarském Locarnu v říjnu 1925, kde došlo k podepsání Locarnských dohod. Jednalo se o sedm smluv, které zaručovaly západní hranici Německa pod ochranou Rýnského garančního paktu. Signatáři smlouvy byli zástupci československé (E. Beneš), německé, britské, belgické, francouzské, italské a polské vlády. Hlavní iniciátoři (G. Stresemann, A. Briand a A. Chamberlain) dostali za tento počin Nobelovu cenu míru. Britové se stáhli ze své zóny v lednu 1926 a města Kolín a Bonn byly předány plně pod kontrolu Němcům. Druhým mezníkem bylo německé přijetí Youngova plánu, který upravoval placení reparací a Němci se zavázali vše zaplatit do roku 1988. Britové a Belgičané byli s výsledkem spokojeni a neviděli důvod v pokračování okupace. Naopak Francouzi si vyložili předčasné vyklízení Porýní jako ohrožení své bezpečnosti a v prosinci 1929 byla francouzským parlamentem schválena stavba Maginotovy linie, pásu vojenských bunkrů podél francouzsko-německé hranice. V listopadu 1929 byla předána oblast okolo Koblence a Cách a v červnu 1930 došlo k předání poslední zóny okolo Mohuče a Trevíru. Poslední zóna byla předána s pětiletým předstihem. Pás území 50 kilometrů východně od Rýna zůstal demilitarizovanou zónou, což vydrželo až do března 1936, kdy do Porýní napochodoval Werhmacht pod vedením Adolfa Hitlera.
Kompletní předání Porýní a to ještě dříve, než počítaly smlouvy, vyvolalo v Německu vlnu nadšení. Prezident Hindenburg při příležitosti oslav navštívil mnoho měst. Slavnosti národního osvobození v Koblenci 22. července 1930 dokonce skončily tragédií, když se pod masou lidí převrátil provizorní most přes řeku a 38 lidí zemřelo. Hlavní osobnost brzkého ukončení okupace se ale odchodu vojsk nedočkala. Ministr zahraničí Stresemann zemřel náhle v říjnu 1929.

## Okupační vojska

### Američané

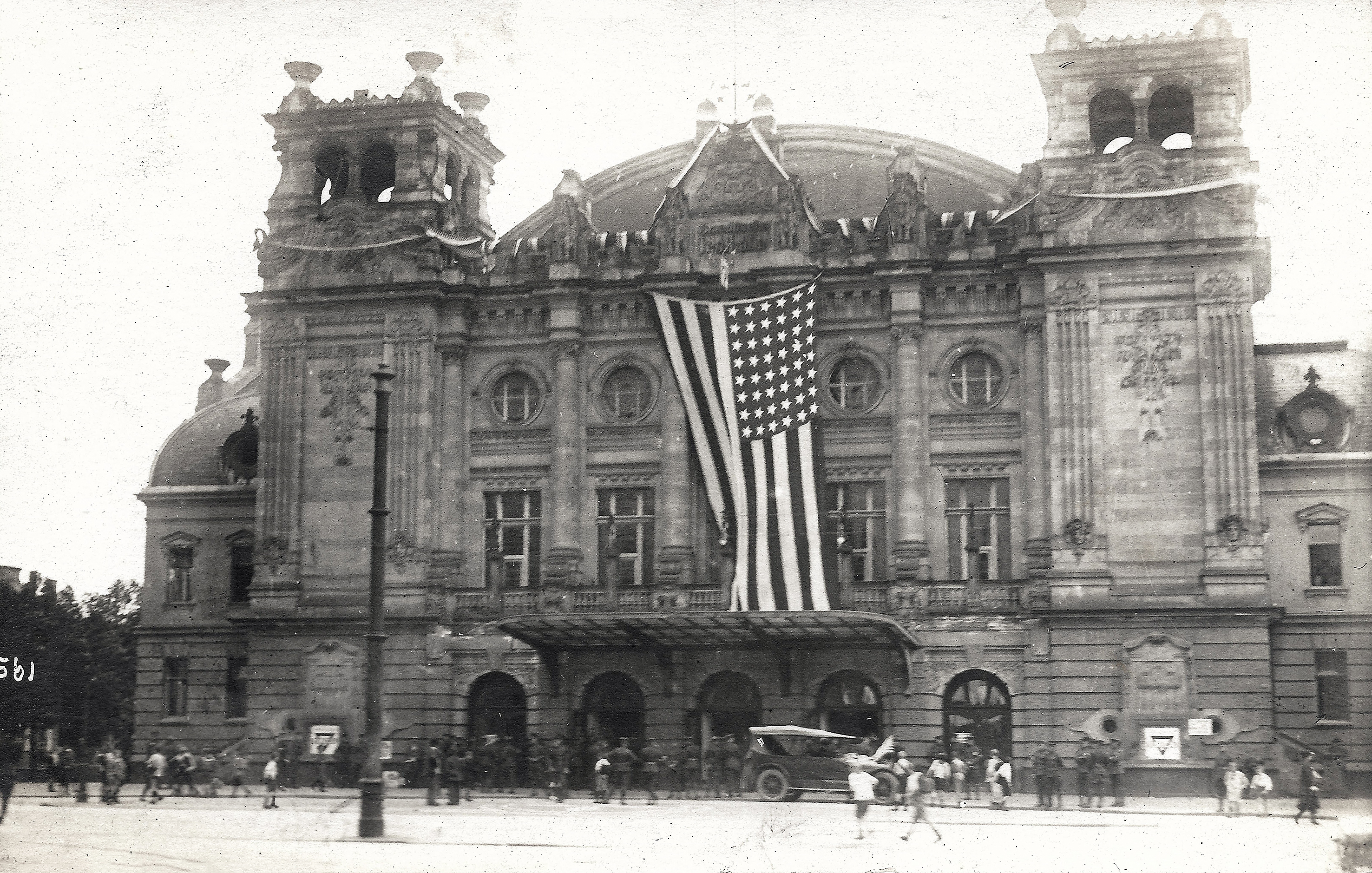
Konblenská Festhalle jako základna amerického YMCA (1920)

Americká okupační zóna se táhla podél řeky Mosely a předmostí okolo Koblence bylo taktéž její součástí. Její ústředí se nacházelo v pevnosti Ehrenbreitstein na soutoku Rýna a Mosely s výhledem na město Koblenec. Byla zde dislokovaná 3. armáda Spojených států s generálem Allenem jako jejím velitelem. Během roku 1919 docházelo k neustálému stahování vojáků z Německa až se jejich počet ustálil na 20 tisících. Na rozdíl od francouzských okupačních vojsk Američané nenarazili na otevřené nepřátelství od německého obyvatelstva, jelikož se stavěli proti francouzským ambicím v regionu. Generál Allen se dokonce zasadil o záchranu pevnosti Ehrenbreitstein, která měla být podle mírové smlouvy zbourána. Na začátku roku 1920 odmítl americký Kongres ratifikovat Versailleskou mírovou smlouvu a tím přišli Američané o hlasovací právo ve Vysoké komisi. Generál Allen byl sice na jednání komise přítomen, měl možnost vyjádřit svůj názor, nemohl ale hlasovat. Vnitřní tlaky na americké politické scéně nakonec vedly odklonu od rozhodnutí držet americkou armádu v Evropě a v lednu 1923 Hardingova administrativa odhlasovala jejich stažení. Generál Allen předal americkou okupační zónu Francouzům 27. ledna a 3. února 1923 stáhla americká vláda generála Allena z Vysoké komise. Američané pak opustili Německo do čtrnácti dnů.

### Britové

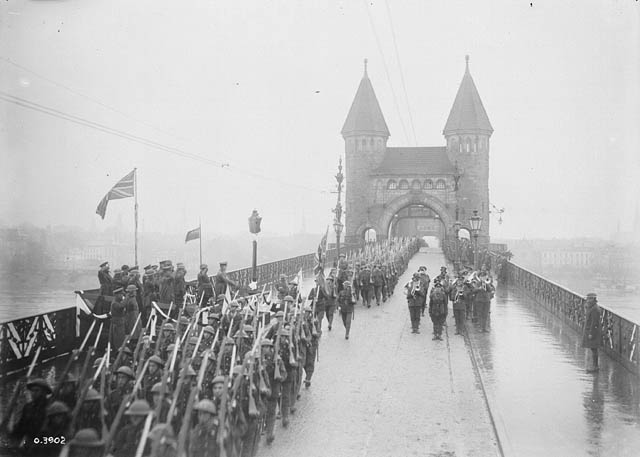
22. kanadský pěší prapor překračující Rýn u Bonnu (1918)

Britská okupační zóna měla své centrum v Kolíně a od března 1919 ji zde reprezentovala nově vytvořená Britská rýnská armáda s počtem 13 tisíc mužů. Vydávala i noviny The Cologne Post. Jak Američané, tak ani Britové se nesetkávali s přímým nepřátelstvím od místních Němců a jejich vztah se vyznačoval vzájemnou tolerancí. Po odchodu Američanů je začala německá vláda brát jako jedinou sílu bránící úplné dominanci Francouzů v Porýní. Přístup britských okupačních úřadů se vyznačoval benevolentní pasivitou, kdy se Britové snažili předcházet sporům jak s Francouzi, tak s Němci. Na rozdíl od Američanů ale měli Britové ve střední Evropě své zájmy, a proto v Porýní svoje vojsko cíleně udržovali. Francie se po porážce Německa stávala stále dominantnější silou v kontinentální Evropě, což výrazně narušoval britskou politiku rovnováhy sil. Hlavní cílem okupační správy se stalo zabraňování dalšímu francouzskému posilování, což se většinou Britům dařilo. Otevřeně se například stavěli proti francouzským plánů na vytvoření nezávislého Rýnského státu a nijak ani nepomáhali místním separatistů. Celkově okupace Porýní nevzbudila v Londýně takový zájem jako dění v Irsku či v Indii a postupem času stále více politiků sympatizovalo spíše s Němci než se Francouzi. Britská armáda se stáhla z Porýní na základě Locarnských dohod v lednu 1926.

### Belgičané

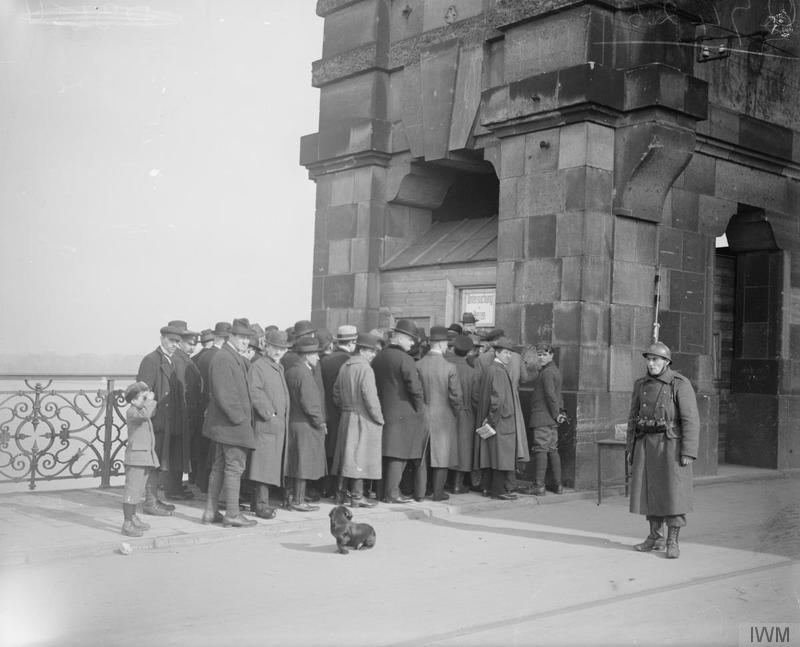
Belgičtí vojáci kontrolují civilisty před přechodem mostu v Düsseldorfu (1919)

Belgická okupační zóna se táhla od Cách, kde sídlilo i velitelství, na sever podél nizozemské hranice až k městu Kleve. Její vojsko tzv. Okupační armáda (francouzsky: Armée d'occupation) čítala na 20 tisíc mužů a byla umístěna v kasárnách v Krefeldu. Velitelem byl po celou dobu generál Armand Huyghé. Belgičané, kteří měli za sebou čtyřletou německou okupaci během první světové války, kývli na účast svých vojsk při okupaci Porýní v roce 1919. Však sami se obávali, že se dostanou pod až příliš velký ekonomickým, politický a vojenský vliv Francie. Belgická okupační správa v podstatě kopírovala politiku té francouzské. Dokonce přišla se svým způsobem kulturní infiltrace, která ale na rozdíl od té francouzské měla pouze omezené prostředky a malou podporou armády. Vznikla tzv. Vojenská bezpečnostní služba v okupovaném Německu (francouzsky: Sûrété militaire en Allemagne occupée, SMAO), která prováděla kontrarozvědku, monitorovala místní komunistické a nacionalistické skupiny, působila jako justiční policie a v neposlední řadě podporovala místní separatisty. S jejím působení je i spojený skandál okolo vraždy poručíka belgické armády Graffa. V březnu 1921 zabil agent SMAO Schmitz německého policistu při kontrole dokladů v Duisburgu. O dva dny později se Němci pomstili vraždou poručíka Graffa, o kterém si mylně mysleli, že je agent SMAO Schmitz. V Belgii měla vražda vojáky výrazně negativní ohlas a okupační správa zpochybnila německý soudní systém a zahájila vlastní vyšetřování. Samotná belgická armáda zastávala neutrální pozice a do politiky se nevměšovala. Pokud došlo k násilnostem mezi německou policií a separatisty, neváhala separatistické skupiny odzbrojit. Byla dokonce nejpřísnější, co se týče kontaktu s civilním obyvatelstvem. Do roku 1925 byl belgický voják, který plánoval sňatek s Němkou, nucen resignovat. Následně byly případy posuzovány individuálně, ale k žádné podpoře společných manželství nedocházelo.
V lednu 1923 se belgická armáda podílela na okupaci Porúří a po boku mnohem početnějších Francouzů napochodovalo do Porúří i na 6 tisíc Belgičanů. Zde musely okupační síly čelit častým sabotážím. Ta nejtragičtější se odehrála v Hochfeldu (dnes součást Duisburgu), kde při sabotáži místního železničního mostu zemřelo 11 belgických vojáků. Po podpisu Locarnských dohod došlo k celkovému uklidnění situace i v belgické okupační zóně. Belgická vláda byla spokojená se zárukami od německé strany, ale okupační armádu držela v Porýní až do úplného konce. Belgičané opustili Porýní společně s Francouzi až v červenci 1930.

### Francouzi

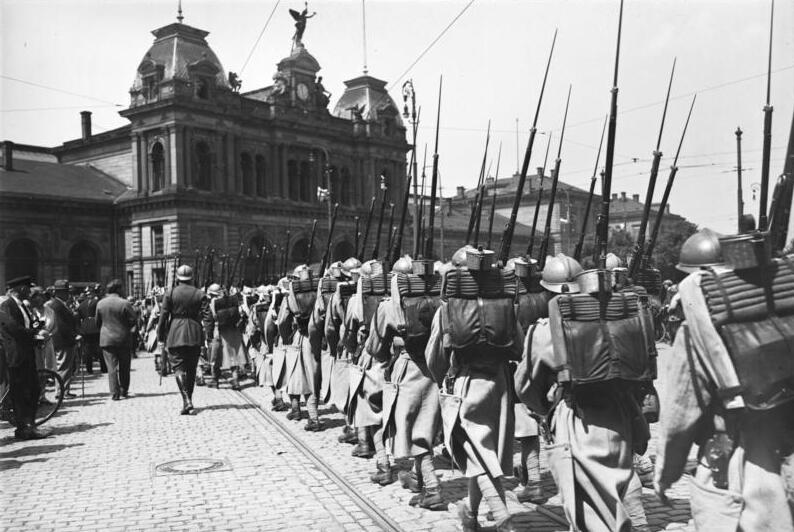
Francouzské jednotky opouštějí Mohuč v červnu 1930

Francouzská okupační armáda byla původně tvořena 8. a 10 armádou. Osmé armádě velel generál Gérard a jeho vojsko okupovalo Rýnskou Falc. Sídlo bylo v Koblenci. Desátá armáda měla za velitele generála Mangina a byla zodpovědná za zbytek území okolo Mohuče. V říjnu 1919 došlo ke spojení obou armád a vzniku Francouzské rýnské armády (francouzsky: Armée du Rhin). Velení nově vytvořené armády přebral generál Degoutte, kterého po pěti letech vystřídal generál Guillaumat, jenž setrval jako její velitel až do konce okupace. Francouzská okupační armáda byla co do počtu zdaleka největší. Zatímco Britové měli v Německu 13 tisíc a Belgičané 20 tisíc mužů, Francouzi udržovali v období klidu na 100 tisíc vojáků. V neklidném roce 1921 ale jejich počet vzrostl až 210 tisíc vojáků. Francouzská okupační zóna byla zdaleka největší a ještě se zvětšila po pohlcení té americké na začátku roku 1923 (celkem skoro 75% celého okupovaného území). O francouzské dominanci během spojenecké okupace nemohlo být pochyb. Vrchní komisař Vysoké komise byl Francouz a Francie měla v komisi vždy poslední slovo, a to ještě zesílilo po odchodu Američanů.
Francouzská okupační správa byla v Porýní tou nejaktivnější. V oblastech na pravém břehu Rýna přišla s programem tzv. poklidného pronikání (francouzsky pénétration pacifique). Organizovala kulturní akce (převážně koncerty a výstavy umění), nabízela kurzy francouzštiny, vydávala dvojjazyčné noviny a nabízela různé benefity za spolupráci. Cílem bylo si naklonit místní obyvatelstvo a postupně vzdalovat Porýní od Německa. Generál Gérard prohlásil, že je nutné si na okupovaných územích podmanit „srdce a mysl“ místního obyvatelstva. Došlo i postupnému sjednocování mezi Francií a Porýním jako třeba změna času podle toho francouzského. Zcela v protikladu ke kampani poklidného pronikání pak byly aktivity na levém břehu Rýna, které se vyznačovaly aktivní podporu separatistických tendencí. Francouzi si od nich slibovali rychlé dosažení svého cíle, a to odtržení Porýní od Německa. Nedá se ale říct, že by celá francouzská správa stála na straně separatistů. Mnozí delegáti sice otevřeně podporovali separatismus, další ho propagovali pouze na vyšší rozkaz a mnozí se snažili zachovávat neutralitu. Francouzská politika byla nakonec neúspěšná. Nepřátelství, které mělo svůj původ v obrazu Francouzů jako „zapřisáhlého nepřítele“ a které bylo posíleno Versailleskou smlouvou, bylo u běžných Němců až příliš velké.